# Port lotniczy Hakodate
Port lotniczy Hakodate (IATA: HKD, ICAO: RJCH) – port lotniczy położony w Hakodate, na wyspie Hokkaido w Japonii.